# Килевая качка

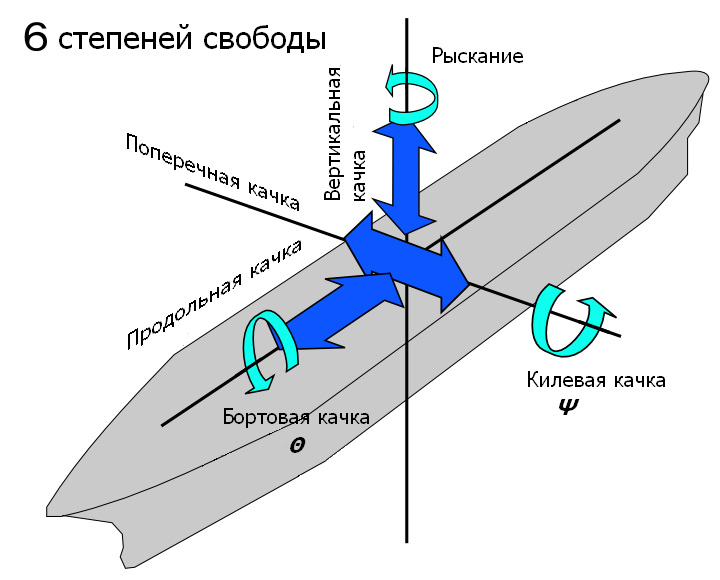
Виды качки

Килевая качка — переменное наклонение плавающего судна на нос и корму под действием волнения или других внешних сил.
Килевая качка ухудшает условия работы механизмов и приборов, особенно силовой установки и винто-рулевого комплекса, вызывает снижение скорости хода судна.
Отрицательно (хотя и в меньшей степени чем бортовая качка) действует на организм человека, приводя к ухудшению самочувствия и потере работоспособности.
На кораблях приводит к невозможности использовать установленные боевые системы, выводя их тем самым из боеготовности.
Может привести к потере остойчивости судна и его затоплению, но только при очень больших амплитудах или на короткокорпусных судах.
Килевой качке в меньшей степени подвержены суда, имеющие длинный корпус, однако динамические нагрузки, возникающие в таких корпусах достаточно велики. Наиболее опасно нахождение длиннокорпуского судна между двух гребней волн.